# NGC 7162A
NGC 7162A is een balkspiraalstelsel in het sterrenbeeld Kraanvogel. Het hemelobject werd op 5 september 1834 ontdekt door de Britse astronoom John Herschel.

## Synoniemen
- ESO 288-28
- MCG -7-45-5
- AM 2157-432
- PGC 67818